# Дискуссия об экономическом расчёте в социалистической экономике
Дискуссия об экономическом расчёте в социалистической экономике (англ. socialist calculation debate; economic calculation debate) — название, которое получил теоретический аспект событий, происходивших в советской России в период военного коммунизма (запрета свободной торговли); политика военного коммунизма поставила теоретические вопросы, связанные с принятием экономических решений в условиях отсутствия «капиталистического» рынка. Целый ряд ученых-экономистов предприняли попытку решить проблему соизмерения экономических величин, не прибегая к стоимостному (денежному) учёту.